# (5901) 1986 WB1
1986 دابليو بي 1 (ويعرف أيضًا باسم (5901) 1986 دابليو بي 1 وفق تسمية الكوكب الصغير) (بالإنجليزية: 1986 WB1)‏ هو كويكب ضمن حزام الكويكبات؛ وترتيبه 5901 من حيث الاكتشاف.
اكتُشف هذا الجُرم الفلكي بواسطة Zdeňka Vávrová ‏ في 25 نوفمبر 1986.

## وصلات خارجية
- (5901) 1986 WB1 في قاعدة بيانات مختبر الدفع النفاث لأجرام النظام الشمسي الصغيرة

- الاكتشاف · مخطط المدار ·  العناصر المدارية · المعلمات المادية

- (5901) 1986 WB1 على موقع ويكي سكاي: DSS2, SDSS, GALEX, IRAS, Hydrogen α, X-Ray, Astrophoto, Sky Map, Articles and images